# Henri Deberly
Œuvres principales
- Le Supplice de Phèdre

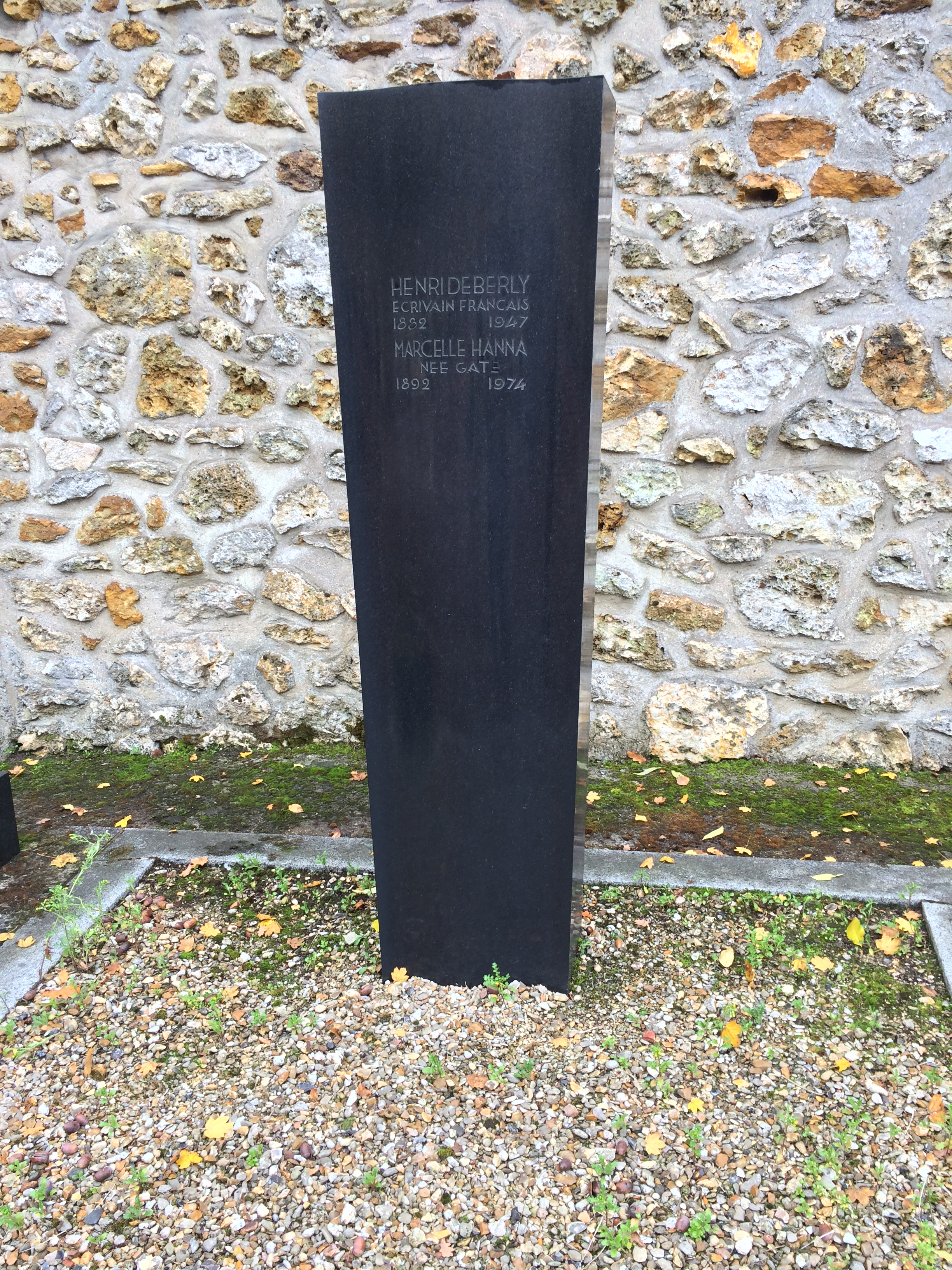
Sépulture de Henri Deberly au cimetière de Viroflay (Yvelines).

Henri Deberly, né le 28 mai 1882 à Amiens et mort le 23 août 1947 à Viroflay, est un écrivain français, lauréat du prix Goncourt en 1926.

## Biographie
Henri Deberly est né le 28 mai 1882 à Amiens, d’une lignée très ancrée dans la bourgeoisie amiénoise,. Fils d'Albert Deberly (1844-1888), député de la Somme de 1885 à 1888, et petit-fils d'un adjoint au maire d'Amiens,,. Après avoir fait ses études dans une pension jésuite, Deberly obtient une licence en droit et s'inscrit au barreau d'Amiens, mais abandonne rapidement la carrière juridique,.
En 1905, il démarre une carrière aux Messageries Maritimes à Marseille, avant de rejoindre Paris, deux après, où il poursuit comme chef de la publicité,,.
Henri Deberly meurt le 23 avril 1947 à Viroflay, célibataire, après une longue maladie.
Il est enterré à Viroflay. Sa stèle funéraire, très avant-gardiste, est de René Iché.

## Carrière littéraire
Deberly débute par publier de la poésie, avec trois recueils de vers, Élégies et sonnets, L'Arc-en-ciel et Grains d'ambre et d'or, mais se détourne rapidement de cette forme pour se concentrer sur le roman,. Son premier roman, L’Impudente, publié en 1923, pose déjà les jalons de son style : une analyse psychologique fine et une exploration des mœurs bourgeoises. Ce roman raconte l'emprise d'une institutrice sur le père de son élève. Ce livre lui apporte des critiques variées, oscillant entre admiration pour son style et réserves sur la profondeur de ses récits.
Suivent d’autres œuvres notables, telles que Prosper et Broudilfagne, L’Ennemi des siens, et Pancloche. Ces romans sont souvent marqués par une critique aiguisée de la bourgeoisie, mêlant drame personnel et observation sociale,.
Henri Deberly reçoit le Prix Goncourt en 1926 pour Le Supplice de Phèdre, un roman qui choisit d'explorer un amour interdit entre une belle-mère et son beau-fils, et qui aborde des thèmes de passion et de souffrance avec une approche psychologique,,,.
Malgré ses succès, Henri Deberly reste une figure relativement effacée du monde littéraire, préférant travailler dans l'ombre plutôt que de profiter de la publicité qui entoure souvent les lauréats des grands prix littéraires,.

## Analyse
Les critiques s'accordent à dire que Deberly possède un style particulièrement soigné et une rare maîtrise dans l'analyse psychologique. Cependant, son approche analytique des personnages a parfois été perçue comme excessivement froide, ce qui a valu à son œuvre des jugements mitigés,,. Son écriture balance souvent entre la finesse de la psychologie et l'ironie, sur fond de personnages bourgeois souvent pris dans des dilemmes moraux complexes. L'absence d'une atmosphère palpable et d'une narration plus vivante a été notée dans certaines de ses critiques, invitant à compenser cela par la profondeur de ses analyses,,.
Deberly connaît un certain succès critique, notamment à son époque, où le prix Goncourt lui confère une notoriété significative. Cependant, son style et son approche introspective de la narration ne trouvent pas toujours grâce auprès de tous les critiques. Certains le décrivent comme un écrivain de grande classe, tandis que d'autres soulignent qu'il manque d'une certaine chaleur émotionnelle dans ses récits,,.
Deberly est souvent associé à des thèmes de la bourgeoisie et de la noblesse provinciale, dépeignant leurs réalités avec précision et une certaine ironie ,. Sa capacité à capturer le quotidien lent et souvent tragique de ces milieux demeure un fil conducteur dans son œuvre.

## Œuvres
- Elégies et sonnets, 1911
- L'arc-en-ciel, 1921
- Grains d'ambre et d'or, 1922
- L'Impudente, libr. Gallimard, édition de la "Nouvelle Revue française", 1923
- Prosper et Broudilfagne, libr. Gallimard, édition de la "Nouvelle Revue française", 1924
- Pancloche, libr. Gallimard, édition de la "Nouvelle Revue française", 1925
- L'Ennemi des siens, libr. Gallimard, édition de la "Nouvelle Revue française", 1925
- Le Supplice de Phèdre, libr. Gallimard, édition de la "Nouvelle Revue française", 1926, Prix Goncourt
- Luce et Thierry, libr. Gallimard, édition de la "Nouvelle Revue française", 1927
- Un homme et un autre, libr. Gallimard, édition de la "Nouvelle Revue française", 1928
- Allaire, grande nouvelle inédite, 1928
- Tombes sans lauriers, libr. Gallimard, édition de la "Nouvelle Revue française", 1929
- Les Naufragés, nouvelle inédite, 1929
- Auguette Le Main, libr. Gallimard, édition de la "Nouvelle Revue française", 1930
- L'Agonisant ..., éditions Gallimard, 1931
- Le Fils indigne, éditions Gallimard, 1933
- La Maison des trois veuves, éditions Gallimard, 1935
- La Comtesse de Farbus, éditions Gallimard, 1937
- La Pauvre Petite Madame Chouin, éditions Gallimard, 1939